# Gmina Grums
Gmina Grums (szw. Grums kommun) – gmina w Szwecji, w regionie Värmland, z siedzibą w Grums.
Pod względem zaludnienia Grums jest 230. gminą w Szwecji. Zamieszkuje ją 9423 osób, z czego 49,73% to kobiety (4686) i 50,27% to mężczyźni (4737). W gminie zameldowanych jest 311 cudzoziemców. Na każdy kilometr kwadratowy przypada 24,48 mieszkańca. Pod względem wielkości gmina zajmuje 209. miejsce.